# Onthophagus vaneyeni
Onthophagus vaneyeni är en skalbaggsart som beskrevs av Frey 1960. Onthophagus vaneyeni ingår i släktet Onthophagus och familjen bladhorningar. Inga underarter finns listade i Catalogue of Life.